# Palaeochrysophanus eurybia
Palaeochrysophanus eurybia är en fjärilsart som beskrevs av Ferdinand Ochsenheimer 1808. Palaeochrysophanus eurybia ingår i släktet Palaeochrysophanus och familjen juvelvingar. Inga underarter finns listade i Catalogue of Life.